# Geogarypus micronesiensis
Geogarypus micronesiensis is een bastaardschorpioenensoort uit de familie van de Garypidae. De wetenschappelijke naam van de soort is voor het eerst geldig gepubliceerd in 1952 door Morikawa.